# Expo-Seilbahn
Expo-Seilbahn (også kaldet Skyliner) var en svævebane ved verdensudstillingen Expo 2000 i Hannover, Tyskland. Banen eksisterede kun i de fem måneder (juni – oktober 2000), som Expo 2000 var åben.
Svævebanen var en af de store attraktioner ved verdensudstillingen. De karakteristiske gule gondoler var synlige stort set hvor som helst på det store messeområde. En tur med Expo-Seilbahn gav publikum mulighed for et unikt overblik over udstillingen når de kørte tværs over området i 30 meters højde.
Banens tre stationer var placeret i nærheden af de tre hovedindgange til verdensudstillingen.
Allerede inden Expo 2000 sluttede den 31. oktober 2000 var banen solgt, og siden julen 2001 har den fungeret som offentlig adgangsvej til bjergtoppen Belchen i Schwarzwald.

## Specifikationer
- Antal vogne (gondoler): 136
- Antal stationer: 3
- Samlet pris for anlæg + vogne: 25 millioner D-Mark
- Længde på banen: 2,9 km
- Højde på ståldragerne: 50 m
- Vognens højde over jorden: 30 m
- Antal personer pr. vogn: 8
- Max. kapacitet (teoretisk): 144.000 personer pr. dag

## Links
- Spiegel-artikel, 22. maj 2000 Arkiveret 11. december 2004 hos  Wayback Machine – på tysk